# Thyca sagamiensis
Espèce
Synonymes
- Kiramodulus sagamiensis Kuroda & Habe, 1971[1]

Thyca sagamiensis est une espèce de petits mollusques gastéropodes de la famille des Eulimidae.

## Distribution
Thyca sagamiensis est présent dans l'ouest de l'océan Pacifique, notamment sur les côtes du Japon et de la péninsule de Corée.

## Taxinomie
Le premier nom binominal de l'espèce à sa description en 1971 était Kiramodulus sagamiensis.